# ニオウヤブマオ
ニオウヤブマオ（仁王藪苧麻、Boehmeria gigantea）は、イラクサ科カラムシ属の多年草。

## 概要
日本固有種で、山口県から以西、九州地方、大隅諸島の種子島〜奄美群島の徳之島まで連続して分布し、そこから飛んで沖縄県粟国島に分布する。海岸の日当たりのよい岩場やソテツ群落内等に生育する。
多年草で、「仁王」と名がつくようにイラクサ科の中では大きくなる種で高さ1〜1.5mになる。葉は対生、卵円形〜円形で、長さ15〜26cm、葉の先端は急にとがる（短鋭劣頭）、表面に毛があり、葉縁に鋸歯を持ち、5行脈。雄花序は単立し長さ10〜20cm、雌花序は円錐花序で、葉腋から腋生し長さ10〜20cmになる。
研究者によっては、近縁種のオニヤブマオ（Boehmeria holosericea）やサイカイヤブマオ（Boehmeria pannosa）と同一にされることがある。

## 保護上の位置づけ
生育地である下記の地方公共団体が作成したレッドデータブックに掲載されている。
- 熊本県：情報不足 - ただし、学名はBoehmeria holosericeaとなっている。
- 鹿児島県：分布特性上重要
- 沖縄県：絶滅危惧IA類 - 沖縄県では、上記の通り粟国島でのみしか確認されておらず、分布の南限である。